# Miguel Berrocal
Miguel Berrocal (Villanueva de Algaidas, 28 settembre 1933 – Antequera, 31 maggio 2006) è stato uno scultore e artista spagnolo noto anche come lo scultore dei puzzle, a causa della particolarità delle sue sculture.

## Biografia

### Formazione
Fin da giovane Berrocal manifesta la sua vocazione per l'arte e per la ricerca. Realizza i propri giochi con materiali riciclati, prepara da solo i colori con cui colora e pittura. Frequenta fin dall'infanzia le scuole a Madrid, questo gli permette di visitare frequentemente il Museo del Prado ed il Museo Sorolla, le cui collezioni conformano il primo referente artistico dello scultore. Nel 1952 Berrocal inizia la sua formazione accademica nella Facoltà di Scienze Esatte di Madrid come preparazione per l'ammissione alla Facoltà di Architettura. Contemporaneamente frequenta l'Accademia di Belle Arti di San Fernando, la Scuola di Arti Grafiche ed i corsi vespertini della Scuola di Arti ed Ofizi, dove diventa allievo dello scultore Ángel Ferrant, che sarà suo maestro ed amico. Un'altra sfaccettatura della sua formazione si sviluppa nello studio dell'architetto Casto Fernández-Shaw e come ausiliare di diversi architetti a Roma tra il 1952 ed il 1956.

### Gli inizi come pittore e scultore
Nel 1952 ha luogo la sua prima esposizione nella Galería Xagra di Madrid, nella quale espone i ritratti delle persone e dei personaggi di Algaidas e di Madrid, firmandoli con il suo primo cognome, Ortiz. Lo stesso anno ottiene una borsa di studio per studiare in Italia, dove entra in contatto con le pietre miliari della civilizzazione romana e dove scopre l'opera di Picasso esposta nella Galleria Nazionale d'Arte Moderna di Roma.
Nel 1954 ritorna in Spagna per realizzare il servizio e militare e riprende gli studi di Scienze Esatte ed i corsi di disegno e scultura. Espone i suoi disegni e pitture nel Pabellón Español della XXVII Biennale di Venezia.Nel 1955, grazie ad una borsa di studio dell'Institut Français di Madrid si trasferisce a Parigi, dove continua la sua attività di pittore. A Parigi instaura amicizia con gli scultori Cárdenas e Giacometti. Torna a Roma, dove conosce Alberto Burri, Afro, Guerrini, Consagra, Perilli ed altri artisti della scuola romana del dopoguerra. Si associa ad un gruppo di architetti e nel 1956 realizza la sua prima scultura pubblica: 400 balaustre della Camera di commercio di Carrara.
A partire da questo momento si concentra esclusivamente nella sculture e si trasferisce a vivere a Parigi dove si costruisce una casa-studio a Crespières (vicino a Parigi), progetto di Le Corbusier. Rimane a Parigi fino al 1964 data nella quale si installa definitivamente in Italia.
Nel 1957 espone le sue prime sculture in ferro alla galleria La Medusa di Roma.
Julio Gonzalez ed Eduardo Chillida esercitano una grande influenza in queste prime opere che mostrano strutture filiformi di ferro battuto realizzate principalmente con utensili del mondo rurale.
Nel 1958 l'opera “Grand Torse” ed “Omaggio a Piero della Francesca”, segnano l'inizio di una serie di creazioni di volumi e di forme articolate e smontabili con pochi elementi realizzate in ferro battuto ed in ferro saldato.

### Periodo in Italia
Nel 1962, mentre si dirige alla Biennale di Venezia, trova a Verona una piccola fonderia disposta a realizzare le sue opere. Con loro inizia un'avventura che farà di Verona e delle sue fonderie uno dei centri più importanti per la fusione dell'arte contemporanea. Oltre alle sue sculture, Berrocal porta a fondere a Verona i più importanti scultori dell'epoca: Miró, Dalí, Magritte, De Chirico, Matta, César, Étienne Martin, Penalba e molti altri. Nel 1962-1963 espone a Parigi e New York, entrando a far parte della collezione del MOMA. Si stabilisce a Verona nel 1964 e nel 1967 trasloca nella Villa Rizzardi a Negrar, un paese nella provincia di Verona che sarà la sua residenza fino al 2004. Dal 1968 creerà allo stesso tempo opere monumentali e multipli di piccolo formato. A Verona conosce inoltre l'affermato artista poliedrico Renzo Sommaruga al quale lo legherà una profonda amicizia e un'intensa collaborazione artistica grazie alla quale diverse opere grafighe di Berrocal vedranno finalmente la luce grazie alla maestria nella stampa dell'amico veronese, formatosi molti anni prima nella Stamperia Valdonega di Giovanni Mardersteig.  
Nel 1968 è nominato da André Malraux, Ministro di Cultura francese, “Chevalier de l'Ordre des Arts et des Lettres”. Espone nel Palais de Beaux Arts de Bruselas, dove conosce Henry Moore, che diventa uno dei suoi migliori amici, ed il Barón Lambert, il quale sarà il primo di una lunga lista di collezionisti ed amici belgi.
Nel 1971 conosce Maria Cristina Blais di Braganza, figlia della pretendente al trono portoghese Maria Pia di Sassonia-Coburgo-Gotha Braganza, che diventa sua moglie nel 1976 e con la quale ha due figli:
- Carlos Miguel Berrocal di Sassonia-Coburgo-Gotha Braganza (Verona, 1976)
- Beltrán José Berrocal di Sassonia-Coburgo-Gotha Braganza (Verona, 1978)

Nel 1972 la città di Malaga gli commissiona un grande monumento, omaggio a Picasso, che presenterà nel 1976 nel Rond-Point dei Champs Elysées di Parigi prima di essere definitivamente collocato nei Jardines de Picasso di Málaga.
Nel 1981 Berrocal realizza dei grandi tappeti di patchwork per Vogue Internacional. Viaggia ed espone di nuovo a New York. In questa occasione conosce Andy Warhol il quale gli realizza un ritratto.
Nel 1984 il Ministerio de Cultura de España gli dedica un'importante retrospettiva nel Palazzo di Velázquez. Questa esposizione è molto importante e significativa per lo scultore, lo vede di ritorno in Spagna dopo trent'anni di assenza. Dopo Madrid la esposizione viene presentata nel Palau Meca di Barcellona e nel Batanique de Bruselas in occasione di “Europalia”.
Nel 1988 Berrocal visita il suo paese natale, Villanueva de Algaidas, dove i suoi concittadini fondano nel 1984 la “Asociación de Amigos de Berrocal” con lo scopo di creare un centro di documentazione ed un museo dedicato allo scultore.
Nel 1999 ha luogo un'altra grande esposizione personale nel Centro Conde Duque de Madrid, seguirà nel Teatro Campoamor de Oviedo ed a Malaga.
Nel 2001 si colloca la prima pietra del Museo Berrocal a Villanueva de Algaidas. Il progetto architettonico è degli architetti Maria Fraile e Javier Revillo (premio IberFAD de Arquitectura, 1997)
Nel 2002 partecipa all'esposizione itinerante per l'Europa riguardante il disegno dell'Euro “Ecume, Autours de la monnaie unique”, organizzato dal governo francese. Durante l'estate si inaugura una grande retrospettiva nell'Instituto Valenciano de Arte Moderno (IVAM), che include sculture e disegni. La retrospettiva dell'IVAM continua nella primavera del 2003 nel “Palacio Episcopal” di Malaga. Nello stesso anno espone anche in Belgio, Venezia, Francoforte e Roma.

### Ritorno in Spagna
Dopo aver vissuto e lavorato a Negrar, Verona (Italia) dal 1964 alla fine del 2004, Miguel Berrocal decide di tornare definitivamente a Villanueva de Algaidas, suo paese natale, dove costruisce il suo ultimo Studio-Atelier. Una volta stabilito a Villanueva de Algaidas comincia a scrivere le sue memorie ed a preparare il catalogo generale delle sue sculture ed il catalogo generale di tutte le sue opere grafiche.
Partecipa al “simposium Creator Vesevo” convocato dalla città di Ercolano(Napoli, Italia). Il frutto di questo simposio è il torso monumentale realizzato in pietra vulcanica che si installa nell'autunno del 2005 alle pendici del Vesuvio. Il Torso Vesuvio con un peso di 24 tonnellate diventa la scultura più pesante realizzata da Berrocal.
Nel 2006 conclude un gran nudo disteso installato nel lago di Como. Termina di scrivere le sue memorie ed incomincia a lavorare con grande entusiasmo nei disegni e bozzetti di nuove opere. Miguel Berrocal viene a mancare il 31 maggio del 2006 in piena attività creativa.

## Stile

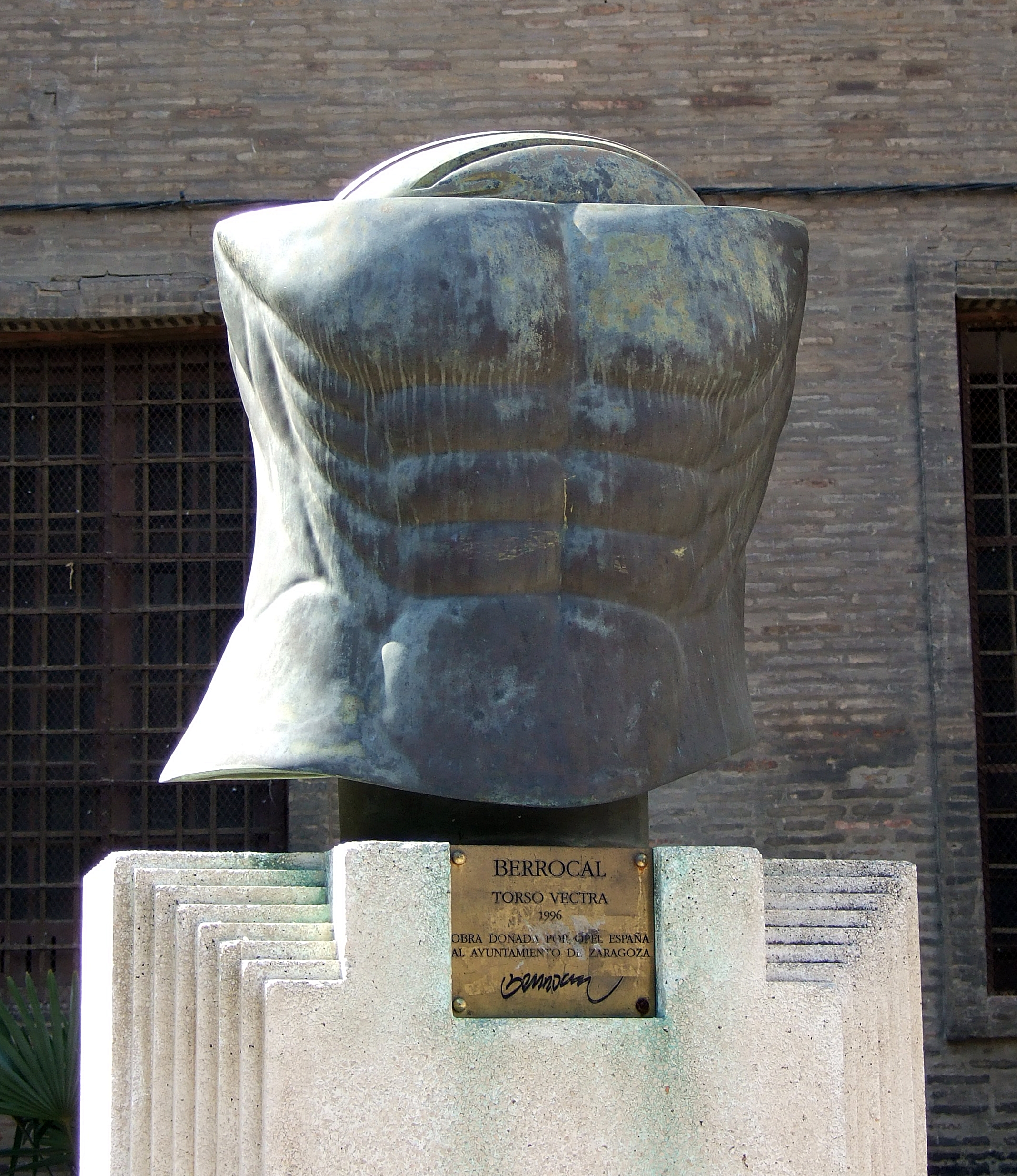
Opus 471 - Torso Vectra
esposta a Saragozza

Fin dalla giovinezza si interessa ad un sistema di scultura smontabile e combinatoria che caratterizza tutta la sua opera scultorica posteriore. In essa c'è una ricerca costante di nuovi concetti e spazi sconosciuti nell'interiore della stessa, permettendo allo spettatore di penetrare nel mondo della costruzione e decostruzione. L'opera di Berrocal scompiglia la nozione tradizionale di scultura, superando il concetto contemporaneo. La sua scultura smontabile permette l'intromissione della forma interna all'esterno, la scultura si fa da dentro e per dentro; per la prima volta la scultura si spoglia della sua superficie per svelarci la sua parte più occulta.
Ricorre a temi classici (torsi, teste o figure distese) e, soprattutto, ad un certo antropomorfismo per evitare un risultato eccessivamente geometrico ed astratto, nonostante sia evidente la forte influenza delle matematiche e dell'architettura nelle sue opere, frutto della sua personalità e della sua formazione accademica.
Il suo stile si caratterizza per l'ispirazione ellenica, per il barocchismo e per la complessità ed ampiezza delle forme. La meticolosità e precisione nella realizzazione degli elementi che compongono le sue sculture, l'esattezza dei disegni tecnici e degli incastri successivi, permettono ad ogni pezzo facente parte l'opera di avere un'identità propria, di essere lui stesso un'opera d'arte.
È per la difficoltà nella realizzazione di ognuna delle sue sculture che, dal 1962, decide di realizzare le stesse in forma seriale. La realizzazione in forma seriale permette allo scultore di moltiplicare le sue opere, nello stesso modo in cui i pittori moltiplicano, grazie alle Arti Grafiche, i loro dipinti. In questo modo, uno stesso tema, si ripete in forme distinte, con nuovi elementi, combinati e disposti in modi diverso.
La sua opera è il risultato di una decisa ricerca di nuovi materiali e di nuove tecniche. L'applicazione nella scultura di tecnologie fino ad allora mai utilizzate per una finalità artistica, aiutano a raggiungere la completa simbiosi tra arte, scienza e tecnologia; questa simbiosi ha da sempre caratterizzato la ricerca plastica di Berrocal.
Dal 1974 il suo stile si pulisce straordinariamente, realizzando così forme meccaniche più semplici. Poco a poco si serve di disegni sempre più sintetici ed essenziali.
Dal 1952, anno della sua prima esposizione individuale nella galería Xagra de Madrid, ha realizzato numerose mostre in tutto il mondo e la sua opera si può trovare nei Musei e collezioni pubbliche e private di tutto il mondo, designando Berrocal come uno degli artisti spagnoli più significativi della nostra epoca.

## I sette concetti chiave
Il giovane Berrocal, ispirato per la grande forza creativa della prima metà del '900, cerca il proprio cammino artistico e si domanda:”Come risvegliare il pubblico grazie ad una scultura?” Da questa riflessione nasce la sua personale filosofia artistica ed il suo linguaggio plastico che può essere intesa secondo i seguenti 7 concetti chiave.

### Ispirazione scientifica
Grazie alla sua formazione in “Scienze Esatte” ed “Architettura”, Berrocal crea opere basate su principi matematici, fisici ed altre meraviglie della scienza. Crea bellezza attraverso i linguaggi universali, si lascia affascinare dalla ricerca e da tutti i principi invisibili che reggono la realtà.

### Lo spazio vuoto
Rompendo con i canoni della statuaria tradizionale, Berrocal ricerca spazi inesplorati penetrando nei volumi all'interno della forma, andando oltre la superficie della scultura: una scultura dentro la scultura.
“Lo spazio vuoto è vivo quanto lo spazio pieno. Prestagli attenzione!

### La smontabilità
Il processo di ricerca delle forme interiori dei volumi genera il concetto chiave della smontabilità: le sculture sono composte da elementi che devono essere montati e smontati per penetrare negli spazi invisibili.

### Estetica interattiva
La conseguenza della smontabilità è la concezione della scultura como opera per essere toccata, sperimentata, “osservata con le mani”. È un'appropriazione estetica che passa attraverso l'uso, un processo simile al disegnare un'immagine invece che limitarsi a guardarla: quando si disegna ci si impossessa dell'immagine in modo più profondo.

### Le tecniche
Come conseguenza della smontabilità e dell'interesse verso le scienze e le arti applicate prendono grande interesse in Berrocal le Tecniche e le Tecnologie necessarie per sviluppare le sue scultore così complesse. L'Artista ha inventato tecniche e procedimenti, intellettuali e di disegno, prototipazioni e costruzione di materiali, per poter trasformare in realtà le sue idee.

### Il multiplo
La crescente complessità delle sue sculture e la precisione necessaria per la loro realizzazione, spingono Berrocal a produrle non come opere uniche ma in molti esemplari firmati e numerati. Berrocal, inventando il concetto di multiplo in scultura, permette che l'arte sia accessibile a tutti così come possono farlo i pittori grazie alle Arti Grafiche.

### Il progetto
Essendo così complessa, ogni scultura di Berrocal è sostenuta da una gran quantità di documentazione – Il Progetto- fondamentale per capire la singolarità del suo processo creativo e la sua multidisciplinare personalità. Ogni progetto è elaborato durante molti anni e produce moltissimi documenti che evidenziano una profonda simbiosi tra Arte, Scienza e Tecnologia.
Pierre Restany diceva: “questo materiale preliminare, di studio, è la medesima essenza e struttura dell'opera”.
Il Progetto è l'autentica opera d'arte di Berrocal.

## Fundación Escultor Berrocal para las Artes
La Fundación Escultor Berrocal viene costituita alla fine del 2007 dagli eredi di Berrocal compiendo l'espressa volontà dello stesso e culminando così il progetto che l'artista ha iniziato in vita. La Fundación prevede di sviluppare le sue attività dalla Spagna con proiezione internazionale. La presiede la vedova dell'artista Cristina de Braganza de Berrocal. Sono fini dell'istituzione la conservazione, lo studio e la diffusione dell'opera di Berrocal, così come il contributo allo sviluppo ed al progresso della cultura e delle arti.
Dal momento della sua costituzione, la Fundación lotta per il progetto del Museo Berrocal, la cui opera, interrotta nel 2002, possa riprendere, ampliando la visione del Sistema Museo Berrocal con le nuove possibilità offerte dallo Studio-Atelier Berrocal e dalla Casa Museo dell'artista presenti nel paese di Villanueva de Algaidas.
Dal 2008 la Fundación sta ordinando lo Studio-Atelier, riposizionando e restaurando l'officina dell'artista. 
Nel 2011 si apre, solo su prenotazione ed in forma limitata, lo Studio-Atelier al pubblico.
Per prenotare è necessario inviare una mail all'indirizzo di posta elettronica che si trova sulla pagina ufficiale di Berrocal
Nel 2009 la Fundación consegna alla Giunta di Andalusia una prima lista di 236 opere che verranno esposte nel futuro Museo Berrocal.
Nel gennaio 2011 è incominciato il progetto di riabilitazione e conclusione di una parte del Museo Berrocal, il cui risultato è stata l'inaugurazione il 13 giugno 2014 della prima sala dell'edificio con una esposizione permanente delle sue opere grafiche.

## Universo Creativo Berrocal
L'Universo Creativo Berrocal è un insieme museologico intorno all'opera dello scultore.
Si trova nel paese natale di Berrocal, Villanueva de Algaidas nella provincia di Málaga.
Il progetto permette di conoscere l'opera di uno degli artisti più eclettici del nostro tempo, attraverso i suoi 3 spazi espositivi.

### Museo Berrocal
L'edificio del Museo Berrocal, ancora in fase di sviluppo, accoglie nella prima sala aperta al pubblico il Centro d'Interpretazione dell'Acqua e dell'Arte Contemporanea.
L'esposizione dedicata alle fontane monumentali dell'artista vi propone un avvicinamento differente all'opera di Berrocal, ricercando come la mente di un'artista utilizza la poesia e complessità del fluido elemento in forme diverse nelle sue opere.
Altra caratteristica di questa esposizione è la possibilità di ammirare la meno conosciuta opera grafica dello scultore; una piccola selezione rappresentativa dimostra il forte vincolo dell'artista con la sua terra, con i paesaggi di Villanueva de Algaidas: il giovane artista iniziò come pittore, passeggiando per i campi, raffinando la sua passione e lavoro, cercando ispirazione nelle colline pettinate di olivi, nei visi delle persone, nella luce di questo territorio antico e pittoresco.
Completa l'esperienza una guida di 8 punti chiave che vorrebbero avvicinare alle meraviglie dell'Universo Creativo Berrocal, in preparazione della scoperta dell'opera scultorica che, per il momento, è conservata e si può ammirare nello Studio-Atelier Berrocal che si trova a soli pochi metri dal Museo.

### Studio-Atelier Berrocal
Lo Studio-Atelier Berrocal è un luogo vivo dove si può scoprire il rito magico della creazione di un'opera di Arte.
In questo spazio si visita una importante selezione delle sue sculture, soprattutto della prima epoca, l'officina meccanica dove si realizzavano i prototipi e si terminavano le sculture e l'impressionante Studio personale, que rivela il lungo processo di ricerca, studio, calcolo e disegno che occupava l'artista nella fase di concepimento della scultura.
Nello Studio si conserva anche la sua biblioteca con più di 5000 volumi ed una collezione delle sue famose sculture in edizione limitata.
Per prenotare la visita allo Studio-Atelier Berrocal si può scrivere una mail all'indirizzo che si trova nella pagina ufficiale dello scultore.

### Casa Museo Berrocal
La Casa Museo permette di scoprire la parte più intima della vita dell'artista, le sue passioni personali e rivivere gli aneddoti più interessanti e divertenti raccontati direttamente dalla famiglia.

## Opere più rappresentative
- Opus 8 BALAUSTRADAS 1955-57 Roma
- Opus 28 LA BOÎTE DECOUPÉE 1959 Roma
- Opus 30 ESCULTURA 1958 Roma
- Opus 31 GRAND TORSE 1959 Roma
- Opus 32 LE BIJOU 1960 Roma
- Opus 38 TORSO HER 1961 Crespières
- Opus 43 PAJARO COMO LEON 1961 Crespières
- Opus 45 MUJER 1961 Crespières
- Opus 50 VIA APPIA 1961 Crespières
- Opus 55 LES AMANTS 1961 Crespières
- Opus 60 MERCEDES 1962 Crespières
- Opus 83 LA FEMME PRISIONNIERE 1963 Crespières
- Opus 92 MARIA DE LA O 1962-64 Crespières
- Opus 101 ROMEO E GIULIETTA 1966-67 Crespières-Verona
- Opus 107 MINI DAVID 1967 Negrar
- Opus 114 GOLIATH 1968-72 Negrar
- Opus 115 RICHELIEU 1968-73 Negrar
- Opus 117 LA MENINA II 1972 Negrar
- Opus 123 IL COFANETTO 1969-75 Negrar
- Opus 129 MONUMENTO A PICASSO 1972-74 Negrar
- Opus 130 ALMUDENA1974 Negrar
- Opus 166 MANYMOREHORSES 1976-79 Negrar
- Opus 167 OMAGGIO AD ARCIMBOLDO 1976-79 Negrar
- Opus 250-259 ALMOGAVAR I – X 1981-83 Negrar
- Opus 397 MANOLONA 1991-92 Madrid
- Opus 444 ADRIANO BIG 1994 Negrar

## Selezione mostre monografiche
- 2009 Berrocal, Guerreros y Toreros, Plaza Nueva, Sevilla. Organizzata dalla Fundación Escultor Berrocal in collaborazione con Fundación Unicaja
- 2008 Berrocal, Guerreros y Toreros, Plaza de la Constitución, Málaga. Organizzata dalla Fundación Escultor Berrocal in collaborazione con Fundación Unicaja
- 2006 Miguel Berrocal, Ferri e bronzi 1955/65, Lorenzelli Arte, Milano
- 2005 Berrocal un malagueño universal, Centro de Exposiciones, Benalmádena, Málaga
- 2005 Venice Design Art Gallery, Venezia
- 2004 Berrocal en Cap Roig, esculturas de gran formato, Jardí Botànic de Caixa de Girona, Calella de Palafrugell, Girona
- 2004 Berrocal, Galeria Barcelona, Barcelona
- 2003 Berrocal, Sala del Palacio Episcopal, Málaga
- 2003 Miguel Berrocal, Die Galerie, Frankfurt am Main
- 2003 Piretti Art Gallery, Knokke
- 2002 Berrocal, IVAM, Institut Valencià d'Art Modern, Valencia
- 2000 Sala de Unicaja, Palacio Italcable, Málaga
- 2000 Miguel Berrocal, Sculpturen - juwelen - tekeningen, Fondation Veranneman, Kruishoutem
- 1999 Centro de Arte Moderno Ciudad de Oviedo, Oviedo
- 1999 Centro Cultural del Conde Duque, Madrid
- 1998 Berrocal Forme et Mouvement, Musée Olympique, Lausanne
- 1995 Berrocal Sculture e Disegni 1958-1995, Galleria d'Arte Moderna Palazzo Forti, Verona
- 1994 Multipel Opus 1962 - 1993, Galerija Cankarjev Dom, Ljubljana
- 1993 Interkolumnie, Museion - Museo d'Arte Moderna, Bolzano
- 1991 Berrocal, Reflex Modern Art Gallery, Amsterdam
- 1990 Almogávares, Gallery Guy Pieters, Saint-Martens-Latem
- 1985 Berrocal 1955-1985, Le Botanique, Bruxelles
- 1984 Antologica Berrocal (1955-1984), Palacio de Velázquez, Parque del Retiro, Madrid. Organizzata dal Ministerio de Cultura
- 1984 Almogávares - Desperta Ferro, Galerie Isy Brachot, Bruxelles
- 1984 Berrocal, Vingt ans de sculptures editées 1964-1984, Artcurial, Paris 1982 Gallery Gekkoso, Tokio
- 1981 Berrocal, sculptures, Arnold Katzen Gallery, New York
- 1980 Berrocal, Circolo Artistico Palazzo delle Prigioni Vecchie, Venezia
- 1979 Berrocal Multiple Sculptures, The Art Contact Gallery 2, Coconut Grove, Florida
- 1979 Miguel Berrocal. Obra gráfica y esculturas, Museo Carrillo Gil, Ciudad de México
- 1979 Berrocal: à la découverte des constructions intérieures, Artcurial, Paris
- 1979 Berrocal, sculptures et multiples, Musée de l'Athénée, Genève
- 1977 Berrocal, Galería Rubbers, Buenos Aires
- 1977 Berrocal, nuevas esculturas múltiples, Galería Sen, Madrid
- 1976 Artcurial, Paris
- 1976 Indianapolis Museum, Indianapolis
- 1973 Bienal de São Paulo, Pabellón Español, Exposición monográfica, São Paulo
- 1972 Palazzo delle Prigioni Vecchie, Venezia
- 1972 Espace Pierre Cardin, Paris
- 1972 Sculptures en or et en argent, Cartier, München
- 1970 Ulmer Museum, Ulm
- 1968 Palais des Beaux-Arts, Bruxelles
- 1968 Galerie Krugier, Genève
- 1965 Galerie Thomas, München
- 1963 Galerie Ziegler, Zürich
- 1962 Three sculptors, Berrocal, Ipostéguy, Müller, Albert Loeb Gallery, New York
- 1962 Galerie Kriegel, Paris
- 1960 Galleria Apollinaire, Milano
- 1958 Galleria La Medusa, Roma
- 1952 Galería Xagra, Madrid